# Typ 3 14-cm-Schiffsgeschütz
Das 14 cm/50 Typ 3 war ein Schnellfeuergeschütz der Kaiserlich Japanischen Marine. Die Bezeichnung Typ 3 deutet dabei auf das Jahr der Entwicklung, das Jahr Taishō 3, beziehungsweise 1914 nach gregorianischem Kalender hin.

## Geschichte
Die 1914 entwickelte und ab 1916 eingeführte Waffe wurde als Ersatz für die in Verwendung befindlichen 15,2-cm-Geschütze eingeführt, da man der Auffassung war, dass seine leichteren Geschosse besser für die manuelle Handhabung durch den durchschnittlichen japanischen Artilleristen geeignet wären.
Das Geschütz wurde auf allen zwischen 1915 und 1922 gebauten und geplanten japanischen Großkampfschiffen (in Kasematten), allen Leichten Kreuzern bis 1930 und einigen anderen Hilfsschiffen verbaut. Es war auch das am häufigsten eingesetzte Küstengeschütz während des Pazifikkriegs.